# Kaiserreich Mexiko (1821–1823)
Das erste Kaiserreich Mexiko (spanisch Imperio Mexicano) bestand von 1821 bis 1823 in Nord- und Mittelamerika auf dem Gebiet der heutigen Republiken Mexiko, Costa Rica, El Salvador, Guatemala, Honduras und Nicaragua sowie dem Südwesten des heutigen Staatsgebietes der USA. Das Kaiserreich entstand aus der spanischen Kolonie Neuspanien. Die Monarchie wurde nach der Abdankung von Kaiser Augustin I. am 19. März 1823 abgeschafft und die erste mexikanische Republik gegründet.

## Vorgeschichte

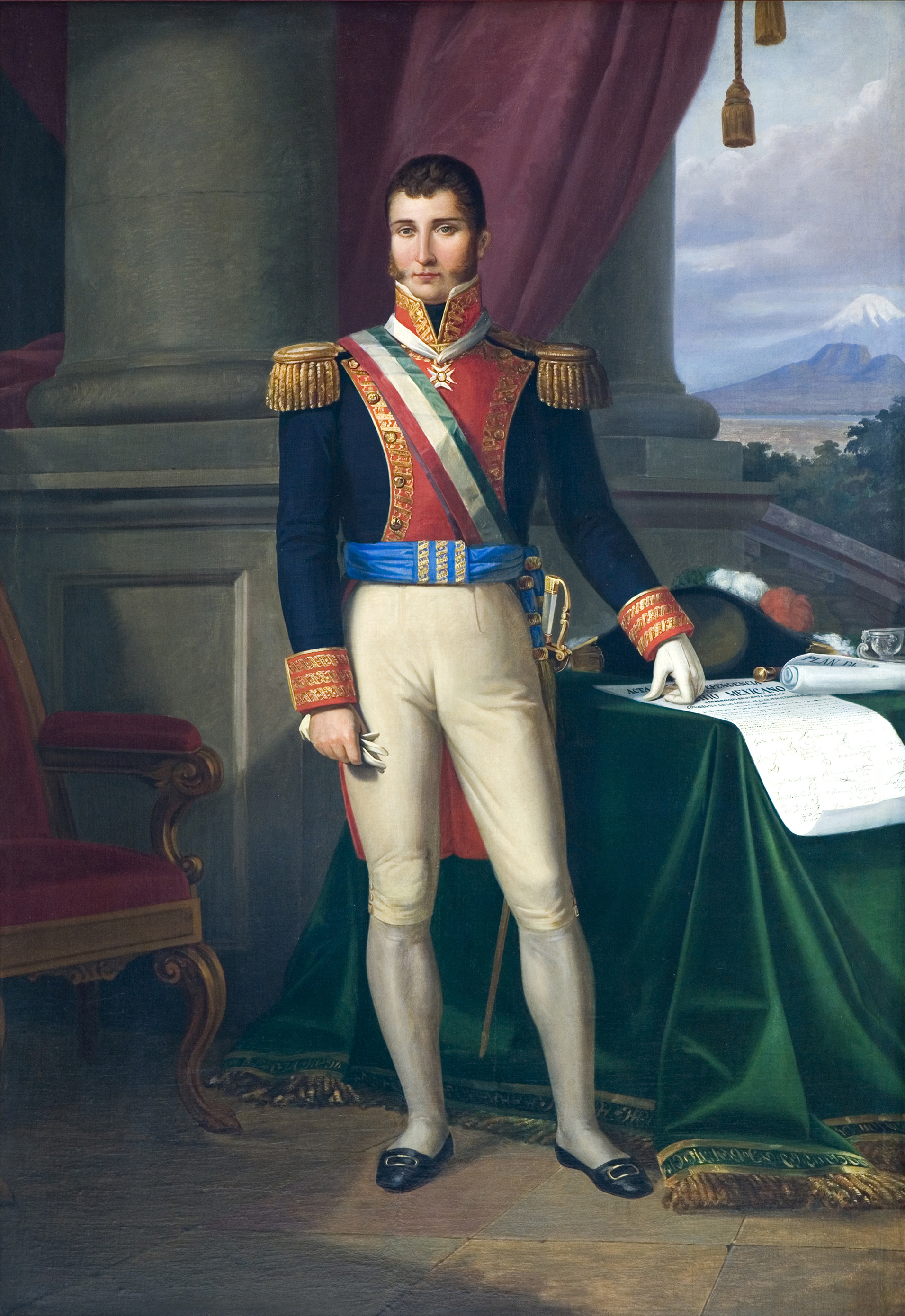
Kaiser Augustin I. von Mexiko

Die Absetzung des bourbonischen Herrschers Ferdinand VII. durch Napoleon und die Proklamation seines Bruders Joseph zum neuen spanischen König nach der französischen Okkupation Spaniens 1807 hatten zur Folge, dass sich in Mexiko eine Unabhängigkeitsbewegung formierte. Ursache war die Loyalität der mexikanischen Konservativen und Landbesitzer gegenüber den Bourbonen und die Ablehnung der liberalen Politik der Bonapartes. Aus der gemeinsamen Überzeugung entstand eine Allianz der Konservativen, die für den vorherigen Status quo ante bellum waren, und der Liberalen, die ein unabhängiges demokratisches Mexiko anstrebten. Beide Gruppen waren überzeugt, dass Mexiko seinen eigenen Weg gehen und unabhängig werden müsse.
Die Mexikaner nutzten diese Schwäche Spaniens und bereits am 16. September 1810 erklärte  Miguel Hidalgo die Unabhängigkeit, was den Unabhängigkeitskrieg auslöste. Beflügelt durch die Abdankung der spanischen Könige Karl IV. und Ferdinand VII. erklärte am 6. November 1813 mit José María Morelos ein weiterer Priester die Unabhängigkeit Mexikos. Die anschließenden Aufstände wurden jedoch von den wieder erstarkten spanischen Truppen, die von der Befreiung Spaniens profitierten, rasch niedergeschlagen.
Allerdings sympathisierte der spanische Truppenführer Agustín de Iturbide ab 1820 mit den Aufständischen, lief mit seinen Soldaten zu den Rebellen über und übernahm die Koordinierung der einzelnen Rebellengruppen. Anfang des Jahres 1821 erarbeitete er mit anderen Rebellenführern den Plan von Iguala und formulierte die Idee eines säkularen, unabhängigen und vereinten Mexikos.
Nachdem die Aufständischen die spanischen Truppen immer weiter zurückdrängen konnten, wechselten die Spanier die Strategie und ließen sich die Unabhängigkeit Mexikos teuer bezahlen. Itúrbide unterzeichnete als Anführer der Unabhängigkeitsbewegung am 24. August 1821 mit dem Vizekönig Juan O’Donojú den Vertrag von Córdoba, in dem Spanien die Unabhängigkeit Mexikos gegen die Ausbezahlung des Besitzes anerkannte. Die Reparationszahlungen führten jedoch zusammen mit dem großen Landbesitz der verbliebenen Spanier zur politischen und wirtschaftlichen Instabilität, was nach der Unabhängigkeit schnell zum Bankrott führte.

## Entwicklung

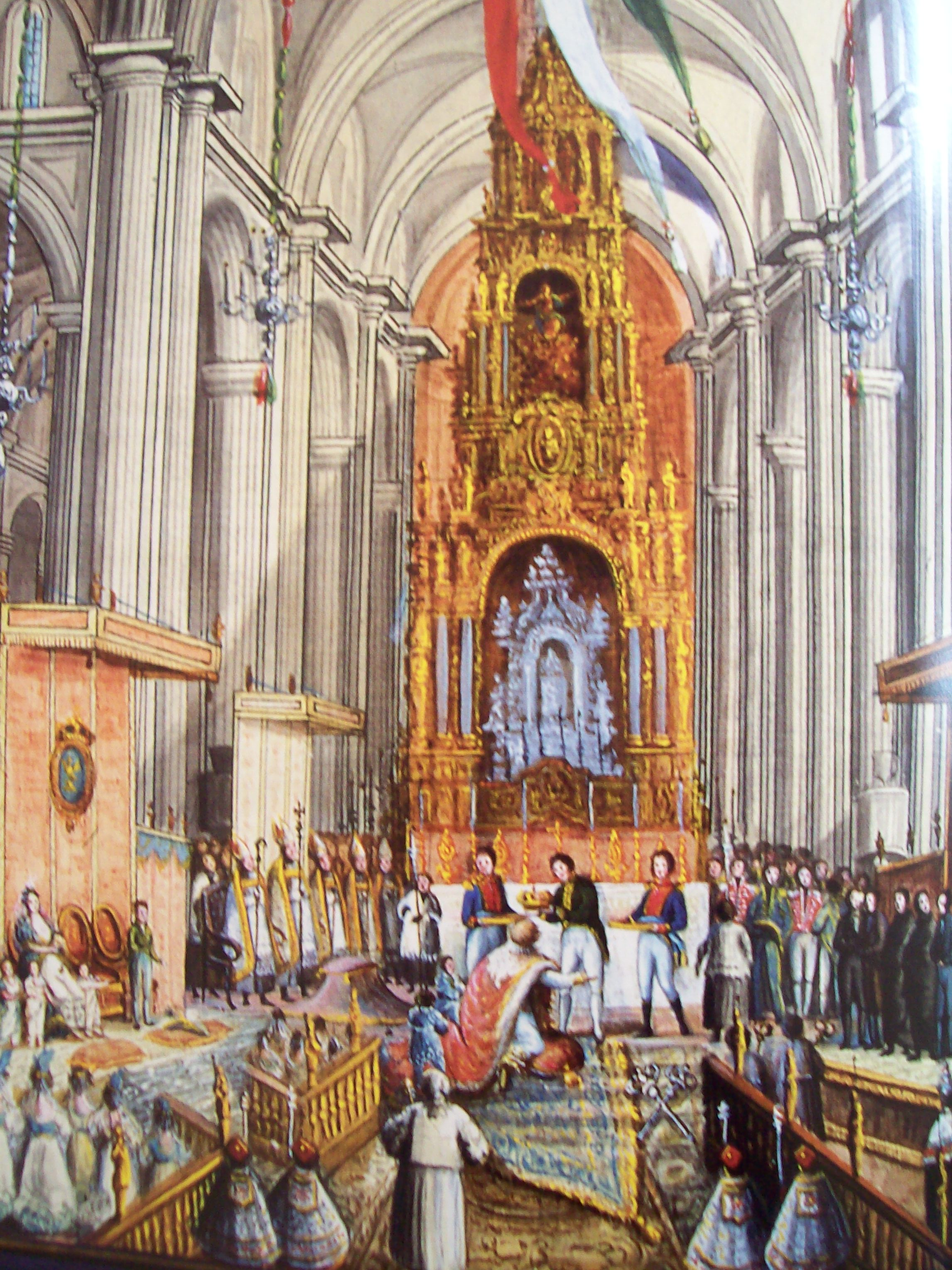
Kaiserkrönung von Agustín de Itúrbide am 21. Juli 1822 in Mexiko-Stadt

Nachdem sich Itúrbide die Treue der verbliebenen Rebellengruppierungen gesichert hatte, proklamierte ihn am 19. Mai 1822 der Kongress als Augustín I. zum Kaiser von Mexiko. Dies war jedoch nur als Übergangslösung vorgesehen, bis sich ein Mitglied einer europäischen Herrscherfamilie zur Regentschaft in Mexiko bereit erklärte. Der Plan ging allerdings nicht auf, da die Spanier immer noch auf die Rückkehr nach Mexiko hofften und kein europäisches Herrscherhaus dieses Angebot annahm. Am 21. Juli 1822 erfolgte die Kaiserkrönung von Augustín I. in Mexiko-Stadt nach dem Vorbild Napoleons I. von Frankreich.
Der Regierungsstil von Augustín I. war autoritär geprägt und wurde vom Kongress kritisiert. Daraufhin löste der Kaiser den Kongress am 31. Oktober auf. Die Unzufriedenheit der politischen Elite führte zum Plan von Casa Mata von 1823, der unter anderem von Antonio López de Santa Anna und Guadalupe Victoria ausgearbeitet wurde. Darin war der Sturz des Kaisers und die Gründung einer Republik vorgesehen. Am 1. Dezember 1822 revoltierten die Truppen von Santa Anna in Veracruz und riefen die Republik aus. Augustín kam seinem Sturz zuvor und trat am 19. März 1823 freiwillig zurück und willigte ein, das Land zu verlassen. Er ging nach Italien und später nach London ins Exil. Daraufhin trennten sich 17 der 18 Provinzen Guatemalas mit Ausnahme Chiapas’ ab und gründeten am 1. Juli 1823 die Zentralamerikanische Konföderation.
Am 4. Oktober 1823 wurde die Republik Mexiko ausgerufen und eine neue Verfassung beschlossen. Am 15. Juli 1824 kehrte Augustín nach Mexiko zurück und landete im Hafen von Tampico. Dort wurde er verhaftet und kurze Zeit später hingerichtet.

## Gebietsteile

Die 24 Gebietsteile des ersten mexikanischen Kaiserreiches

Das Kaiserreich Mexiko war wie folgt 24 Gebietsteile gegliedert:
| - Las Californias - México - Nuevo México - Texas - Nueva Vizcaya - Coahuila - Nuevo Reino de León - Nuevo Santander - Sonora - Zacatecas - San Luis Potosí - Guanajuato | - Querétaro - Puebla - Guadalajara - Oaxaca - Mérida de Yucatán - Valladolid - Veracruz - Guatemala - El Salvador - Honduras - Nicaragua - Costa Rica |

Teile von Veracruz blieben jedoch bis über den Zusammenbruch des Kaiserreichs hinaus spanisch besetzt, so beispielsweise San Juan de Ulúa bis 1825. Auch Teile Yucatáns entzogen sich der Herrschaft des Kaiserreichs.